# كاتدرائية الثالوث المقدس (دنبرو)
كاتدرائية الثالوث المقدس (بالأوكرانية: Свято-Троїцький собор)‏ أو كنيسة نزول الروح القدس، هي كاتدرائية أرثوذكسية شرقية تعود إلى القرن 19 تابعة للكنيسة الأوكرانية الأرثوذكسية (بطريركية موسكو) (UOC) في دنبرو، أوكرانيا. قام لودفيج شارلمان وبيتر فيسكونتي بتصميم وبناء الكنيسة. كانت تُعرف باسم كنيسة نزول الروح القدس أو كنيسة الثالوث خلال معظم القرن التاسع عشر. أصبحت الكاتدرائية منذ ذلك الحين أحد المعالم التاريخية في المدينة.

## التصميم
تضم الكاتدرائية عدة مزارات منها أيقونات الثالوث. بالإضافة إلى ذلك، هناك صليبان يحتويان على أجزاء من رفات القديسين المكرمين في الأرثوذكسية. يعد الحاجز الأيقوني من كاتدرائية كازان والقبر من كاتدرائية القديس نيكولاس بريانسك من الآثار. الكاتدرائية محاطة بالأشجار والخضرة. من السمات البارزة الأخرى لكاتدرائية الثالوث المقدس أنه في عام 1909، رسمت أيقونات ولوحات جديدة على يد الرسام الأوكراني الشهير إيفان ييزاكيفيتش، المتخصص في الفن الشعبي والفولكلور الأوكراني.

## التاريخ
أمضى القوزاق ثلاث سنوات في بناء أول كنيسة في نوفوموسكوفسك، من 1775 وحتى 1778. ولتجنب تلويث الموقع المقدس، اتخذوا قرارًا ببناء مقام خشبي خالٍ من أي مسامير. كانت الكنيسة في ذلك الوقت عبارة عن بيت حجري بتفاصيل العمارة البيزنطية الجديدة في الإمبراطورية الروسية. تخليداً لذكرى سيدة قازان، أقيمت الكنيسة في نفس موقع كنيسة المدينة الأصلية. بعد مرور أربعين عامًا على تقديسها في 15 يناير 1791، بدأت الكنيسة الخشبية الصغيرة في الانهيار، مما دفع تجار المدينة للشروع في بناء مبنى جديد، شرق كنيسة سفياتودوخيفسكا.
تطلع تجار المدينة إلى بيتر فيسكونتي ولودفيج شارلمان، المهندسين المعماريين من سانت بطرسبرغ. عُرفت الكنيسة باسم كنيسة نزول الروح القدس أو كنيسة الثالوث خلال معظم القرن التاسع عشر. خصص مبنى الكنيسة في 1837. تم بناء برج الناقوس، الذي كان في ذلك الوقت أعلى مبنى في دنبرو، لأول مرة في 1862. كان المعبد الجديد بمثابة مدرسة أبرشية وكنيسة المدينة. تم ربط برج الجرس وهياكله في نهاية القرن التاسع عشر. بعد ذلك تم بناء مدرسة أبرشية وبيوت لرجال الدين.
بعد الثورة الروسية، انتقل قسم أسقف الأبرشية إلى الكاتدرائية بعد إغلاق كاتدرائية التجلي. مع ذلك، تم إغلاقه أيضًا في 1934 بسبب غياب أبناء الأبرشية. عادت الكنيسة المتداعية إلى الحياة؛ عندما احتلتها ألمانيا. أعيد تثبيت عرش رئيس الأساقفة وعبادته في نوفمبر 1941. وضع مكتب أسقف رئاسة أبرشية دنيبروبتروفسك تحت أقبية كاتدرائية الثالوث المقدس منذ ذلك الحين.
إغلقت الكنيسة في ثلاثينيات القرن الماضي كجزء من حملة الاتحاد السوفيتي ضد الدين، ثم أصبحت بمثابة مستودع. منذ الإدارة العسكرية في أوكرانيا في 1941، بدأت الكاتدرائية أولى خدماتها الإلهية في 1941. دفن رجال الدين وكهنة الكاتدرائية وأساقفة الأبرشية والسكان المحليين؛ الذين قُتلوا في 1941؛ أثناء قصف دنيبروبتروفسك على أرض الكاتدرائية، إلى جانب مقبرة جماعية بجوار الكاتدرائية. بدأ تجديد الكنيسة رسميًا في 1944.
كان الأسقف إيرينا مصدرًا للطاقة والإخلاص والدعم القوي لجهود الترميم؛ التي بدأت في 1956، واكتسبت اهتمامًا شخصيًا منذ ذلك الحين. رممت الزخارف الخارجية والداخلية لكاتدرائية الثالوث وكذلك الكاتدرائية المجاورة؛ بفضل جهود رئيس الكهنة فلاديمير أكسيوتين.
حدث آخر جدير بالملاحظة في تاريخ الكاتدرائية حدث في 1960؛ عندما عاد كاهن الاعتراف الشهير، الكاهن أرشمندريت سيرافيم (تيابوتشكين)؛ الذي بدأ مسيرته الرعوية في مقاطعة دنيبروبتروفسك في 1920، إلى الكاتدرائية بعد نفيه. أعيد بناء مبنى الكاتدرائية كلياً، وبدأت أعمال ترميم المعبد في التسعينيات.
في 16 أبريل 2023، كان هناك اعتصام خارج الكاتدرائية. طلب المعارضون التوقيع على عريضة؛ لحظر عمليات الطائفة في المدينة وأوكرانيا. لقد حاولوا أيضًا تنبيه أبناء الأبرشية من ميول UOC لـحب روسيا. بذل الكاهن جهدًا؛ للتحدث مع المشاركين في الحدث؛ رغم عدم تقديم نفسه، واستجوب النشطاء.
جذب الأفراد البارزين إلى الكاتدرائية. هنا، قام الأكاديمي دميترو يافورنيتسكي بجمع الأشياء لأبحاثه العلمية ومتحف دميترو يافورنيتسكي التاريخي الوطني في دنيبرو. احتلت الكاتدرائية مركز الصدارة في كتاب أوليس هونشار؛ الذي يحمل نفس الاسم.